# The Kilimanjaro Darkjazz Ensemble
The Kilimanjaro Darkjazz Ensemble – holenderska grupa muzyczna założona w 2000 w Utrecht. Zespół początkowo istniał jako projekt tworzący ścieżki dźwiękowe do niemych filmów grozy. Muzyka, którą tworzy grupa, oparta jest na jazzie z silnymi naleciałościami innych stylów muzycznych, jak post-rock, mroczny ambient czy doom metal.

## Skład zespołu
- Gideon Kiers (2000–) – elektronika
- Jason Köhnen (2000–) – elektronika
- Hilary Jeffery (2004–) – puzon
- Charlotte Cegarra (2006–) – wokal, Ksylofon, flet, fortepian, Fender Rhodes
- Eelco Bosman (2006–) – gitara
- Sadie Anderson (2008–) – Skrzypce
- Nina Hitz (2004–) – Wiolonczela

## Dyskografia[2]
- The Kilimanjaro Darkjazz Ensemble (2006)
- Here Be Dragons (2009)
- I Forsee The Dark Ahead, If I Stay (2011)
- From The Stairwell (2011)